# Elasmus anthocleistae
Elasmus anthocleistae är en stekelart som beskrevs av Jean Risbec 1952. Elasmus anthocleistae ingår i släktet Elasmus och familjen finglanssteklar.
Artens utbredningsområde är Madagaskar. Inga underarter finns listade i Catalogue of Life.